# Open de Nouvelle-Zélande de squash
L'Open de Nouvelle-Zélande est un tournoi de squash qui se tient en Nouvelle-Zélande. Le premier tournoi se déroule en 1976 avant une longue interruption de près de 30 ans et un retour propulsé par les bons résultats de Joelle King et de Paul Coll, no 1 mondial pendant l'année 2022. 

## Histoire
La compétition a eu lieu pour la première fois du 14 au 17 octobre 1976. Elle devient le premier tournoi international de squash en Nouvelle-Zélande et est organisée par l'association néo-zélandaise de squash Squash New Zealand dans des lieux différents. Jusqu'à la dernière édition en 1993, le tournoi a lieu chaque année pour les hommes et les femmes. La seule exception est l'édition de 1977, où seule une compétition masculine est disputée. En 2009, l'Open de Nouvelle-Zélande est organisé une nouvelle fois pour les femmes.
Le record de victoires chez les hommes est de trois pour Jahangir Khan (1980, 1982, 1983) et Ross Norman (1984-1986). Chez les femmes, Susan Devoy a remporté huit fois le titre de l'Open de Nouvelle-Zélande entre 1984 et 1992.
En 1980, la participation prévue du Sud-Africain Roland Watson, qui avait déjà participé en 1977 et 1978, provoque une controverse. Invoquant les accords de Gleneagles, il se voit refuser la participation en raison de la politique d'apartheid en Afrique du Sud. Le gouvernement néo-zélandais avait fait pression sur les fédérations sportives pour qu'elles remettent en question les subventions de l'État en cas de violation de l'accord, ce qui a provoqué un conflit entre le syndicat des joueurs masculins, l'International Squash Players Association (ISPA), qui, sous la présidence de Geoff Hunt à l'époque, avait d'abord suggéré à ses joueurs de boycotter le tournoi, et la fédération néo-zélandaise. Grâce à la médiation du président néo-zélandais de la fédération internationale, Murray Day, l'ISPA retire sa recommandation de boycott et laisse la décision aux joueurs individuels,.

## Palmarès

### Hommes
| Année | Champion            | Finaliste          | Score en finale                 |
| ----- | ------------------- | ------------------ | ------------------------------- |
| 2025  | Paul Coll           | Marwan El Shorbagy | 11-5, 8-11, 11-6, 11-3 (59 min) |
| 2023  | Paul Coll           | Marwan El Shorbagy | 11-6, 11-6, 11-6 (42 min)       |
| 2022  | Mohamed El Shorbagy | Paul Coll          | 9-11, 11-8, 11-4, 11-7 (62 min) |
| 1993  | Paul Steel          | Simon Baker        | 15-10, 15-13, 15-9              |
| 1992  | Hansi Wiens         | Austin Adarraga    | 15-10, 14-15, 17-15, 15-7       |
| 1991  | Chris Dittmar (2)   | Rodney Martin      | 9-7, 9-3, 9-1                   |
| 1990  | Jansher Khan (2)    | Chris Robertson    | 15-7, 15-13, 17-15              |
| 1989  | Chris Dittmar (1)   | Rodney Martin      | 13-15, 15-7, 15-6, 17-16        |
| 1988  | Jansher Khan (1)    | Chris Dittmar      | 9-0, 9-7, 5-9, 7-9, 9-7         |
| 1987  | Rodney Martin       | Stuart Davenport   | 4-9, 9-4, 6-9, 9-2, 9-2         |
| 1986  | Ross Norman (3)     | Chris Robertson    | 6-9, 4-9, 9-0, 9-4, 9-2         |
| 1985  | Ross Norman (2)     | Stuart Davenport   | 9-4, 9-2, 9-4                   |
| 1984  | Ross Norman (1)     | Chris Dittmar      | 9-4, 9-5, 9-2                   |
| 1983  | Jahangir Khan (3)   | Qamar Zaman        | 9-0, 9-4, 9-3                   |
| 1982  | Jahangir Khan (2)   | Gamal Awad         | 9-6, 9-2, 9-0                   |
| 1981  | Kevin Shawcross     | Stuart Davenport   | 1-9, 9-7, 9-5, 9-3              |
| 1980  | Jahangir Khan (1)   | Bruce Brownlee     | 9-3, 9-7, 9-2                   |
| 1979  | Geoff Hunt (2)      | Bruce Brownlee     | 9-5, 9-4, 9-0                   |
| 1978  | Geoff Hunt (1)      | Maqsood Ahmed      | 9-7, 9-7, 9-4                   |
| 1977  | Cam Nancarrow       | Roland Watson      | 10-8, 9-1, 3-9, 9-3             |
| 1976  | Bruce Brownlee      | Howard Broun       | 5-9, 9-5, 9-4, 9-6              |

### Femmes
| Année                         | Championne         | Finaliste          | Score en finale           |
| ----------------------------- | ------------------ | ------------------ | ------------------------- |
| 2025                          | Amina Orfi         | Satomi Watanabe    | 11-5, 11-8, 11-5 (38 min) |
| 2023                          | Nele Gilis         | Tinne Gilis        | 11-8, 11-3, 11-8 (53 min) |
| 2022                          | Joelle King        | Tesni Evans        | 11-4, 11-6, 11-5 (37 min) |
| 2009                          | Natalie Grinham    | Natalie Grainger   | 11-9, 11-5, 11-8          |
| 1994–2008- Pas de compétition |                    |                    |                           |
| 1993                          | Michelle Martin    | Liz Irving         | 15-8, 15-10, 15-13        |
| 1992                          | Susan Devoy (8)    | Michelle Martin    | 15-7, 15-12, 15-8         |
| 1991                          | Robyn Lambourne    | Danielle Drady     | 9-5, 9-2, 9-3             |
| 1990                          | Susan Devoy (7)    | Martine Le Moignan | 9-3, 5-9, 4-9, 9-4, 9-7   |
| 1989                          | Susan Devoy (6)    | Danielle Drady     | 2-9, 9-5, 8-10, 9-4, 9-0  |
| 1988                          | Susan Devoy (5)    | Lisa Opie          | 10-8, 9-5, 9-4            |
| 1987                          | Susan Devoy (4)    | Lisa Opie          | 9-3, 10-8, 9-2            |
| 1986                          | Susan Devoy (3)    | Lisa Opie          | 10-8, 2-9, 7-9, 9-4, 9-4  |
| 1985                          | Susan Devoy (2)    | Lucy Soutter       | 9-3, 5-9, 9-3, 9-4        |
| 1984                          | Susan Devoy (1)    | Lisa Opie          | 5-9, 9-5, 9-6, 9-3        |
| 1983                          | Robyn Blackwood    | Joanne Williams    | 9-1, 9-6, 9-7             |
| 1982                          | Vicki Cardwell (2) | Rhonda Thorne      | 9-4, 9-6, 8-10, 9-0       |
| 1981                          | Vicki Hoffman (1)  | Robyn Blackwood    | 9-2, 9-2, 9-2             |
| 1980                          | Jenny Webster      | Annette Owen       | 9-1, 10-8, 9-6            |
| 1979                          | Jayne Ashton       | Annette Owen       | 9-3, 9-2, 10-8            |
| 1978                          | Lyle Hubinger      | Barbara Wall       | 3-9, 9-7, 9-3, 9-7        |
| 1977                          | Pas de compétition | Pas de compétition | Pas de compétition        |
| 1976                          | Pam Buckingham     | Jenny Webster      | 9-7, 5-9, 3-9, 10-9, 10-8 |